# Piotr Kotlicki
Piotr Kotlicki (ur. 26 maja 1972) – polski malarz, autor filmów.

## Wykształcenie
Jest absolwentem Akademii Sztuk Pięknych w Łodzi. W roku 2000 uzyskał dyplom w pracowni profesora Ryszarda Hungera, a w roku 2015 otrzymał stopień doktora. Jest wykładowcą Państwowej Wyższej Szkoły Filmowej Telewizyjnej i Teatralnej w Łodzi.

## Działalność artystyczna

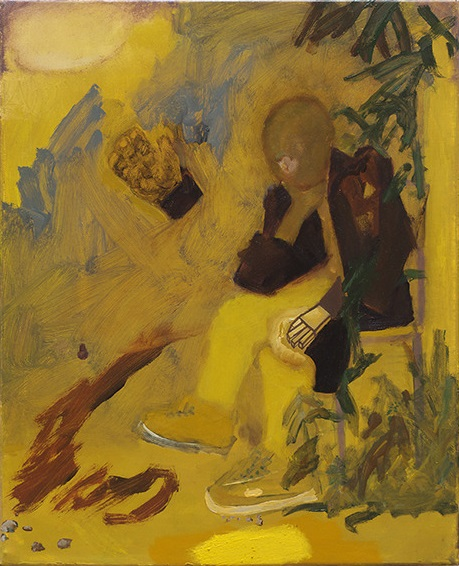
Myśliciel, Piotr Kotlicki, 2017

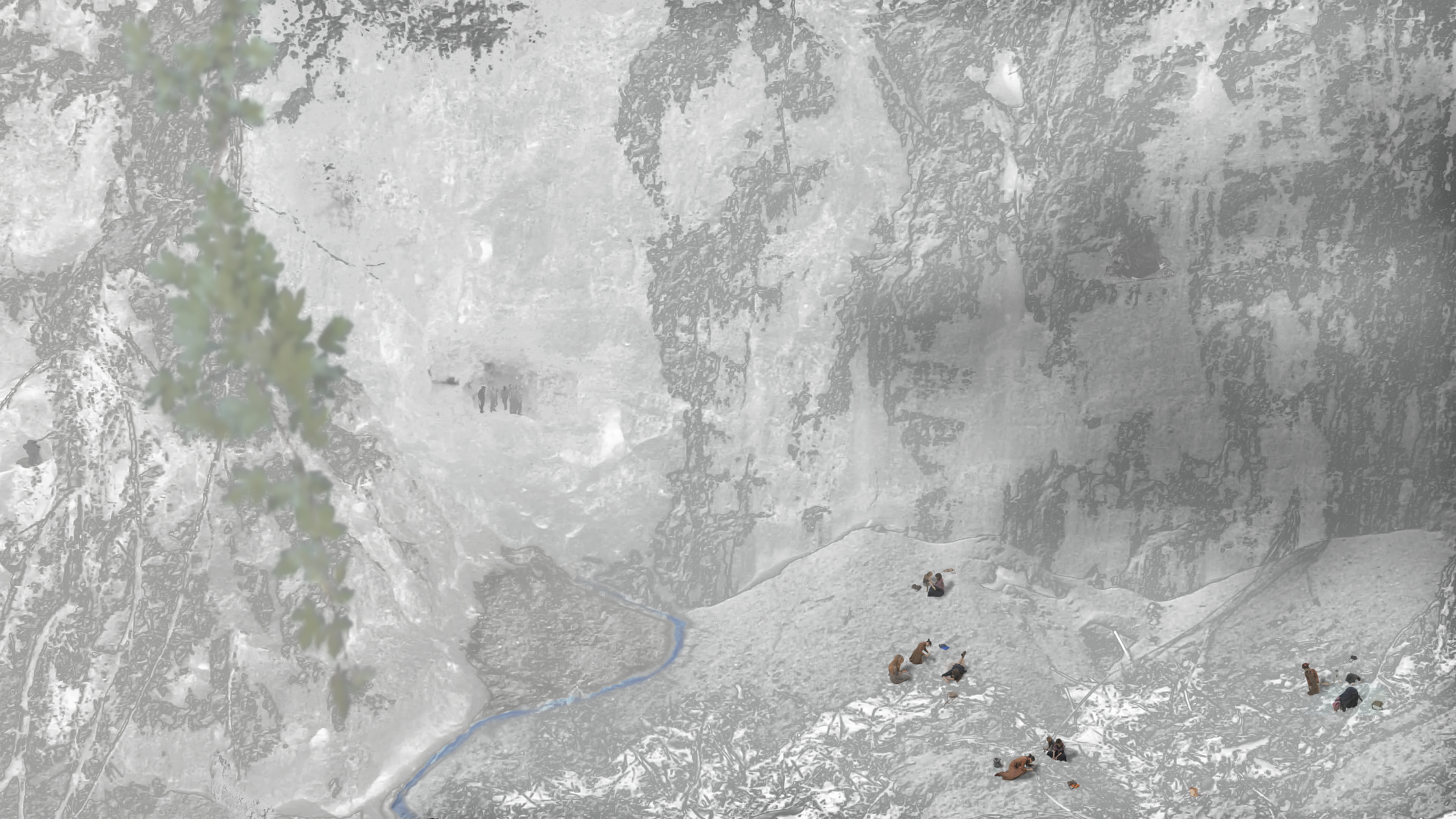
Hej, tam w dolinie, Piotr Kotlicki, 2014 – obecnie

Pierwszą wystawą indywidualną Piotra Kotlickiego w Polsce była wystawa malarstwa i fotografii w BWA w Piotrkowie Trybunalskim. Były to głównie portrety. Od tamtego czasu zmieniła tematyka prac Kotlickiego. Obecnie obok często występujących, pełnych życia form animalistycznych i roślinnych, obrazy Piotra Kotlickiego charakterystyczne są z powodu ich egzystencjalnego nastroju. Artysta odnosi się do wydarzeń i postaci historycznych, a także do aktualności, wzbogacając formę malarską o wytwory własnej wyobraźni. Zainspirowany realizacjami Zbigniewa Rybczyńskiego, Kotlicki od 2011 roku prowadzi własne eksperymenty z obrazem multiperspektywicznym, tj. takim, w którym poszczególne elementy obrazu filmowego nie są skrępowane optyką kamery. Samodzielną twórczość filmową otwiera praca z roku 2014 pt. „Hej, tam w dolinie”. Założeniem autora jest nieustająca rozbudowa tego filmu, aż do śmierci (każdy pokaz filmu jest inną jego odsłoną).

## Wybrane wystawy i festiwale
- 2018 A Lunatic in His Garden, Assembly Gallery, Berlin, Niemcy
- 2018 #10, Galerie Nachtspeicher23, Hamburg, Niemcy
- 2017 Bielska Jesień, BWA, Bielsko-Biała, Polska
- 2017 The Next Day vol.2, Assembly Gallery, Berlin, Niemcy
- 2017 Barbarzyńcy, ODA, Piotrków Trybunalski, Polska
- 2017 Short stories, Strzelski Galerie, Stuttgart, Niemcy
- 2017 Hotel Europa, ArtVilnius’17, Vilnius, Lithuania
- 2017 Czarne obrazy, Assembly Gallery, Poznań, Polska
- 2016 Spilotek, Drei Ringe, Lipsk, Niemcy
- 2016 We are turning into nothings – exlaimed the general, Galeria Sandhofer, Salzburg, Austria
- 2016 Motion compositions in paintings, Festiwal Animacji PAF 2016, Leuven, Belgia
- 2016 Rzeczy, Museum of Archaeology and Ethnography, Łódź, Polska
- 2016 Wyświetlanie, Galleria Imaginarium, Łódź, Polska
- 2015 Są tu miejsca z których skaczę raniąc się nieraz do krwi, Galeria Olimpus, Łódź, Polska
- 2014 NordArt, Budelsdorf, Niemcy
- 2013 Splendor tkaniny, Galeria Narodowa Zachęta, Warszawa, Polska
- 2013 Dazibao, Ningbo Museum of Art, Ningbo, Chiny
- 2013 Suitcreature, MS Dockville Festival in Hamburg, Niemcy
- 2012 Madatac, The Contemporary Audio-Visual & New MArts Festival, Madryt, Hiszpania
- 2012 Videomedja, 16th International Video Festival VIDEOMEDEJA, Studio M, Novi Sad, Serbia
- 2012 Wejdź na poziom 2.0, Narodowy Instytut Audiowizualny, Warszawa
- 2012 Początek końca, Festiwal SIMULTAN, Timisoara, Rumunia
- 2011 Kiedy park staje się areną, Przegląd Sztuki SURVIVAL 9, Wrocław, Polska
- 2010 Kettle full of diamonds, Nachtspeicher23, Hamburg, Niemcy

## Nagrody i wyróżnienia
- 2017 Grand Prix, IV Piotrkowskie Biennale Sztuki, ODA, Piotrków Tryb, Polska
- 2016 Grand Prix Wolność formy, III Interference festival, Teatr Szekspirowski, Gdańsk, Polska
- 2014 Shortlisted for „100 painters of tomorow”, Beers Contemporary and Thames & Hudson, Londyn, Anglia